# 证通股份
证通股份有限公司（英語：E-Capital Transfer Co., Ltd，简称证通股份），是由中国证券监督管理委员会批复设立的一家互联网金融集团公司，总部设在上海。
2015年1月，公司由中国证券登记结算有限责任公司发起，共有36家公司成为股东，其中有20家券商、9家基金公司、4家期货公司和2家私募。
据媒体报道，公司旨在恢复证券行业支付基础功能，希望集结全行业的力量和资源，让客户资金在证券行业内部流动起来，因此公司也被媒体称为“证券版银联”。